# Peligro
Vous lisez un « bon article » labellisé en 2016.
Albums de Shakira
Magia
(1991) Pies descalzos
(1995)
Peligro (littéralement en français, « Danger ») est le deuxième album de la chanteuse colombienne Shakira. Il sort uniquement dans son pays natal le 25 mars 1993 et est édité par Sony Music. L'album est enregistré dans les locaux d'Aga Estudios à Bogota, après plusieurs mois passés en studio d'enregistrement et en salle de mixage. La plupart des chansons, dont seulement trois sont écrites par Shakira, abordent le thème de l'amour.
Shakira ne s'identifie pas aux chansons qu'elle avait écrites et composées et à celles que lui avait imposées sa maison de disques. Elle décide alors de ne pas assurer la promotion de l'album et demande à Sony Music d'en faire de même. Moins de 1 000 exemplaires sont alors vendus. En 1993, elle interprète la chanson Eres au Festival de Viña del Mar en représentant la Colombie et obtient le 3e prix du jury, dont l'un des membres est le chanteur Ricky Martin.
C'est à cette époque que Shakira met en suspens sa carrière de chanteuse pour se consacrer à ses études. Au niveau des choix artistiques, elle effectue des changements radicaux sur sa voix, ses chansons et son attitude, qui lui permettront de connaître le succès avec son troisième album, Pies descalzos.

## Conception et réalisation

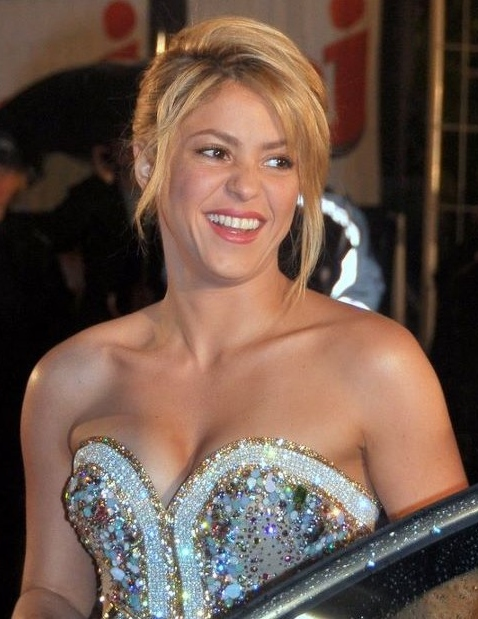
Shakira en 2012.

### Contexte
En 1990, Shakira qui n'a alors que treize ans, parvient à décrocher un contrat pour enregistrer trois albums avec Sony Music, qui seront Magia (1991), Peligro (1993) et Pies descalzos (1995). Magia, dont les chansons sont principalement des ballades pop, est bien accueilli par la presse et par le public colombien. Néanmoins, il n'est écoulé qu'entre 1 000, et 1 200 exemplaires,. Ce faible succès commercial ne satisfait pas Sony Music qui espérait davantage de ventes. Bien que ce premier album ne soit pas un hit au niveau du nombre de ventes, ses chansons sont fréquemment jouées sur les ondes des stations de radio locales l'année de sa sortie, preuve du potentiel de Shakira pour embrasser une carrière de chanteuse.

### Enregistrement
Un an et demi après la sortie du premier album de Shakira, Sony Music décide que l'enregistrement du deuxième opus doit commencer. En effet, selon le label discographique, il est important de composer de nouvelles chansons, et notamment un tube, qui permettrait d'accroître le faible nombre de fans dont jouît déjà la jeune chanteuse. Shakira n'a aucune indépendance artistique durant la conception de Peligro, les choix décisionnels étant faits par Sony Music. Produit par Eduardo Paz, l'album est enregistré dans les locaux d'Aga Estudios à Bogota. Peligro est composé de huit chansons mais seulement trois sont écrites par Shakira : Eres, Quince años et Controlas mi destino. Les autres morceaux de l'album sont le fruit d'autres compositeurs. Par exemple, la chanson Eterno amor est écrite par Eddie Sierra,, qui est également l'auteur d'El amor de mi vida, parue sur le premier album de Ricky Martin. Tout comme Magia, Peligro se compose principalement de ballades pop.
L'album est finalisé après plusieurs mois passés en studio d'enregistrement et en salle de mixage. Bien que le résultat final ne convienne pas à Shakira, Sony Music semble s'en satisfaire, le décrivant à la presse comme « un album spectaculaire traité typiquement dans le style de la ballade nord-américaine », avec des « paroles profondes et directes, empreintes de magie et de poésie, et à la recherche de nouveaux sons mélangeant guitares rock, pianos acoustiques, et un style au saxophone s'apparentant à celui de Kenny G ».

### Thèmes
Dans une période confuse où elle n'est plus une enfant mais pas encore une adulte, Shakira prend le risque de s'enfermer dans des chansons aux paroles intimistes. Comme pour Magia, elle continue de chanter sur le thème de l'amour, même si les textes des chansons ne sont pas toujours poignants. Elle aborde ce thème sentimental sous différents aspects : sur l'amour pendant l'adolescence, sur l'amour en tant qu'extrême nécessité de se confier à autrui, ou encore sur l'amour en tant que miroir dans lequel on cherche son reflet et où l'on tente de se découvrir. À travers la chanson 1968, Shakira « analyse ce qui s'est produit durant le printemps de Woodstock, les hippies et les évènements qui ont secoué le monde ».

## Sortie et accueil

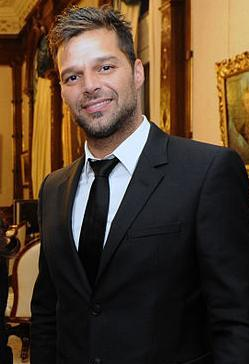
Ricky Martin a pour candidate favorite Shakira lors de la quatorzième édition du festival de Viña del Mar.

### Promotion et accueil
En février 1993, peu de temps avant la sortie de Peligro, Shakira est invitée à participer au festival international de la chanson de Viña del Mar, au Chili. Lors de ce festival, qui sert généralement de tremplin pour les jeunes chanteurs hispaniques et portugais, la jeune chanteuse décide de concourir avec la chanson Eres extraite de son album à venir. Elle obtient le troisième prix du jury, devancée par la Chilienne Tatiana Bustos (2e) et l'Italien Claudio Cirimelle (1er). Ce classement lui vaut le prix Gaviota de plata (littéralement en français, « Mouette d'argent »),. Elle empoche ainsi le premier trophée international de sa carrière. Ricky Martin, qui est l'un des juges lors de cette quatorzième édition du festival de Viña del Mar,, vote pour Shakira, qu'il considère comme sa candidate favorite. Durant cet évènement, la Colombienne est également nommée « reine du festival ». Enfin, les médias chiliens lui décernent le titre d'« artiste la plus populaire ».
L'album Peligro sort en Colombie le 25 mars 1993. Selon la revue TV y Novelas, Shakira est tellement insatisfaite de Peligro qu'elle décide de ne pas en assurer sa promotion et demande à Sony Music d'en faire de même. Les répétitions ainsi que les représentations en public sont alors annulées. Néanmoins, la maison de disques envoie l'album à quelques stations de radio.
Tout comme Magia en 1991, Peligro ne sort qu'en Colombie,. L'accueil du public est alors légèrement meilleur que celui de Magia et l'une de ses chansons, Tú serás la historia de mi vida, continue d'être diffusée sur les ondes plusieurs mois après la sortie de l'album. Malgré cela, Peligro essuie un véritable échec commercial, avec moins de 1 000 copies vendues.

### Retombées
À la suite des échecs de ses deux premiers albums, Shakira sait que le troisième album prévu dans le contrat avec sa maison de disques va être décisif car il pourrait s'agir du dernier si elle venait à échouer. Elle décide alors de faire une pause afin de se concentrer totalement sur ses études et, en décembre 1993, elle obtient sans difficulté son diplôme. Dès lors, elle décide de se reconsacrer pleinement à sa carrière de chanteuse. Néanmoins, alors qu'elle est à Bogota, elle signe un contrat en tant qu'actrice avec la compagnie de production Cempro Televisión. Ainsi, en 1994, elle joue l'un des rôles principaux de la telenovela colombienne El Oasis, dans laquelle elle interprète la chanson thème de la série composée par Emilio Estefan, Lo mío.
Plus tard, Shakira refuse que ses deux premiers albums, Magia et Peligro, soient réédités pour être vendus aux États-Unis, en raison de leur « immaturité ». Ils ne sont d'ailleurs plus au catalogue et ne font pas partie de la discographie officielle de la chanteuse colombienne,. De plus, lors d'une interview, Shakira déclare que sans l'échec de Peligro, elle n'aurait probablement ni eu la prise de conscience et la détermination d'arrêter ce qu'elle faisait ni celle de réévaluer ses objectifs. En effet, elle effectue par la suite un virage artistique, avec des changements radicaux au niveau de sa voix, de ses chansons et de son attitude. Cela s'avérera payant pour le succès de son troisième album Pies descalzos, qui lui permettra de devenir célèbre dans le monde hispanophone.

## Fiche technique

### Titres
Titres et auteurs extraits de la jaquette arrière de l'album Peligro.
| No  | Titre                               | Auteur               | Durée |
| --- | ----------------------------------- | -------------------- | ----- |
| 1.  | Eres                                | Shakira              | 5:02  |
| 2.  | Último momento                      | Eduardo Paz          | 4:56  |
| 3.  | Tú serás la historia de mi vida     | Desmond Child        | 4:52  |
| 4.  | Peligro                             | Eduardo Paz          | 4:39  |
| 5.  | Quince años                         | Shakira              | 3:30  |
| 6.  | Brujería                            | Eduardo Paz          | 4:12  |
| 7.  | Eterno amor                         | Eddie Sierra         | 4:47  |
| 8.  | Controlas mi destino                | Shakira              | 4:36  |
| 9.  | Este amor es lo más bello del mundo | Eduardo Paz          | 4:20  |
| 10. | 1968                                | Shakira, Eduardo Paz | 4:44  |

### Fiche technique
Fiche technique extraite du livret de l'album Peligro.
- Shakira Mebarak : chant et composition
- Eduardo Paz : production, composition, arrangements artistiques
- Gabriel Muñoz : coproduction
- Gustavo Arenas : mixage
- Adolfo Concha : programmation de batterie
- Ernesto (Teto) Ocampo : guitare électrique et électroacoustique
- Juanito Benavidez : saxophone
- Mauricio Jaramillo : saxophone ténor
- Antonio (Pollo) Burbano : saxophone soprano
- Willie Salcedo : percussions et chœurs
- Elsa Riberos, Alexandra Villar, Pilar (Pili) Mejía, Mauricio Nieto, Ernesto Baraya : chœurs
- Rodrigo Muñoz : ingénieur du son, arrangements artistiques
- Mauricio Cano et Ricardo Cortés : ingénieurs du son
- Javier Díaz Granados : photographie
- Fabio Enrique Torres S. : conception graphique
- William Mebarak, Mónica Ariza : management